# Atagema osseosa
Atagema osseosa is een slakkensoort uit de familie van de Discodorididae. De wetenschappelijke naam van de soort is voor het eerst geldig gepubliceerd in 1859 door Kelaart.